# المركز السعودي للمراجعة المالية والرقابة على الأداء
المركز السعودي للمراجعة المالية والرقابة على الأداء هو مركز حكومي تابع لديوان العام للمحاسبة، ومتخصص في تقديم التدريب المهني والاستشارات المالية في المحاسبة والمراجعة الحكومية، يستهدف موظفي ديوان المراقبة والأجهزة الحكومية المختلفة فيما يخص مجالات المراجعة المالية ورقابة الأداء.

## أهداف المركز
يهدف المركز السعودي للمراجعة المالية والرقابة على الأداء بشكل رئيسي إلى المساهمة في تحقيق التنمية المستدامة، وتطوير الأداء المالي داخلها لتحقيق الاستغلال الأمثل للموارد الاقتصادية كأحد أهم الوسائل في تحقيق رؤية المملكة العربية السعودية 2030، من خلال تطوير وتحسين مهارات موظفي ديوان الرقابة العامة والموظفين في جميع الأجهزة الحكومية المختلفة وتطوير أداء مهنة المحاسبة والمراجعة الحكومية بإقامة ورش العمل والدورات التدريبية، وتوطيد العلاقة بين الديوان ودواوين المحاسبة والمراقبة في الدول الأعضاء بالمنظمات الدولية للأجهزة العليا للرقابة المالية العامة والمحاسبة (الإنتوساي، الأسوساي، الأرابوساي)، بما يضمن التقارب المهني وتبادل التجارب والخبرات.